# 島人ぬ宝
「島人ぬ宝」（しまんちゅぬたから）は、BEGINの23枚目のシングル。2002年5月22日発売。発売元はインペリアルレコード。

## 解説
「島人ぬ宝」は、この歌の作成当時、ボーカルの比嘉栄昇が、石垣市立石垣中学校の担任だったかつての同級生に依頼して生徒たちに島への思いを書いてもらい、それを参考にして作詞したもの。
2002年に放送された第53回NHK紅白歌合戦にて、「島人ぬ宝」を披露した。その際の対戦相手は、小柳ゆき（歌唱曲は「Lovin' You」）。
2003年に第3回山本健吉文学賞歌詞部門を受賞。NHK沖縄放送局の「沖縄本土復帰30周年」のイメージソングでもある。一部の地域ではエイサーの曲として利用される。
カップリング曲「波」は、どんと（元BO GUMBOS）のソロ・アルバム『DEEP SOUTH』（1997年）収録曲のカバー。
もうひとつのカップリング曲「それでも暮らしは続くから 全てを 今 忘れてしまう為には 全てを 今 知っている事が条件で 僕にはとても無理だから 一つずつ忘れて行く為に 愛する人達と手を取り 分け合って せめて思い出さないように 暮らしを続けて行くのです」は長いタイトルの曲の例としてメディアに取り上げられたことがある。

## トラック
全編曲：BEGIN
1. 島人ぬ宝（作詞・作曲：BEGIN）
2. 波（作詞・作曲：どんと）
3. それでも暮らしは続くから 全てを 今 忘れてしまう為には 全てを 今 知っている事が条件で 僕にはとても無理だから 一つずつ忘れて行く為に 愛する人達と手を取り 分け合って せめて思い出さないように 暮らしを続けて行くのです（作詞・作曲：BEGIN）
4. 島人ぬ宝（オリジナル・カラオケ）

## カバー
- 2005年、SISTER KAYA（アルバム『たからもの』に収録）
- 2006年、アリスター（アメリカのポップ・パンク・バンド。カバーアルバム『Guilty Pleasures』に収録。タイトルは「Shimanchu Nu Takara」）
- 2007年、Hearts Grow（ミニアルバム『サマーチャンプルー』に収録）
- 2008年、Little whisper / Naomile（カバーアルバム『SWEETS HOUSE for J-POP HIT COVERS』に収録）
- 2008年、やなわらばー（カバーアルバム『凪唄』に収録）
- 2009年、夏川りみ（アルバム『ココロノウタ』に収録）
- 2009年、All Japan Goith（カバーアルバム『Agoo Road』に「島人ぬ宝/恋しくて」収録）
- 2010年、今井ゆうぞう（カバーアルバム『君と歩いた時間』に収録）
- 2011年、ISSA（BEGINトリビュートアルバム『BEGIN 20th アニバーサリー スペシャル・トリビュート・アルバム』に収録）
- 2013年、島袋寛子（カバーアルバム『私のオキナワ』に収録。第55回日本レコード大賞 企画賞を受賞）
- 2013年、BENI（カバーアルバム『COVERS:3』に収録）※英語詞カヴァー
- 2019年、野村美菜（カバーアルバム『日本列島 歌巡り ～九州編～』に収録）
- 2022年、Violinist SHOGO（カバーアルバム『てぃーだ』に収録）
- 2025年、ひーなー（CV:鬼頭明里）&かーなー（CV:ファイルーズあい）（カバーシングル『「沖縄で好きになった子が方言すぎてツラすぎる」Cover Songs』に収録、テレビアニメ『沖縄で好きになった子が方言すぎてツラすぎる』エンディングテーマ）